# 青藏白腰雨燕
，是雨燕目雨燕科的一种鸟类。
2022年，为使其与目前已知的分布范围更加相符，“中国鸟类名录”10.0版将青藏白腰雨燕中文名修改为华西白腰雨燕。

## 特征
青藏白腰雨燕体重约39.4克，翼长约173毫米，嘴峰长约8毫米，喙宽度约4毫米，喙厚度约2.8毫米，跗蹠长约12.9毫米，尾长约71.8毫米。青藏白腰雨燕是部分迁徙的鸟类，其栖息在密集的中等高度的林地中，食性为肉食性，主要食物来源是陆生无脊椎动物。

## 分布
青藏高原东部，四川西部；冬季分布不明。